# Parti socialiste populaire du Monténégro
Le Parti socialiste populaire du Monténégro (Socijalistička narodna partija Crne Gore, SNP) est un parti politique fondé en 1997 et présidé par Srđan Milić. 
De tendance social-démocrate, partisan de l'intégration à l'Union européenne, le Parti socialiste populaire du Monténégro se situe dans l'opposition au gouvernement conduit par le Parti démocratique socialiste du Monténégro.
La coalition centriste qu'il dirige et qui rassemble le Parti populaire et le Parti serbe démocratique est l'une des principales forces d'opposition nationale au Monténégro. Aux élections législatives de 2006, elle a obtenu 14,07 % des voix et 11 députés.